# 메추리섬
메추리섬은 경기도 안산시 대부동에 있었던 섬으로, 현재는 대부도와 하나가 되었다. 한때 공유수면을 매립해 LNG 인수기지로 사용하려는 계획이 있었다.

## 지명 유래
섬에 있던 마을의 이름이 '메추'였다는 이야기와, 섬이 메추리의 뾰족한 부리 모양이어서 이러한 이름이 붙여졌다는 이야기가 있다.